# Otopteropus cartilagonodus
Otopteropus cartilagonodus е вид бозайник от семейство Плодоядни прилепи (Pteropodidae).

## Разпространение
Видът е разпространен във Филипини.